# Campeonato Mundial de Biatlón de 1990
El XXVI Campeonato Mundial de Biatlón se celebró en Minsk (Unión Soviética) entre el 20 de febrero y el 18 de marzo de 1990 bajo la organización de la Unión Internacional de Biatlón (IBU) y la Federación Bielorrusa de Biatlón. A causa de las malas condiciones meteorológicas reinantes en la ciudad soviética por esas fechas, solo pudieron ser disputadas las pruebas individual y por equipos. El resto de pruebas fueron realizadas posteriormente en Oslo (Noruega), a excepción de la prueba de relevos masculina que se efectuó en Kontiolahti (Finlandia), sedes de las posteriores etapas de la Copa Mundial de ese año.

## Resultados

### Masculino
| Evento                     | Oro                                                                                               | Plata                                                                         | Bronce                                                                              |
| -------------------------- | ------------------------------------------------------------------------------------------------- | ----------------------------------------------------------------------------- | ----------------------------------------------------------------------------------- |
| 10 km velocidad (10.03)    | Mark Kirchner RDA 25:48,9                                                                         | Eirik Kvalfoss · Noruega · 25:59,8                                            | Serguei Chepikov URSS 26:20,9                                                       |
| 20 km individual (20.02)   | Valeri Medvedtsev URSS 1:06:39,7                                                                  | Serguei Chepikov URSS 1:07:03,0                                               | Anatoli Zhdanovich URSS 1:08:39,2                                                   |
| 10 km equipo (08.03)       | RDA Raik Dittrich Mark Kirchner Birk Anders Frank Luck 1:04:24,1                                  | Checoslovaquia Tomáš Kos Ivan Masařík Jiří Holubec Jan Matouš 1:04:36,5       | Francia Christian Dumont Stéphane Bouthiaux Hervé Flandin Thierry Gerbier 1:05:14,2 |
| Relevos 4 × 7,5 km (18.03) | Italia · Pieralberto Carrara · Wilfried Pallhuber · Johann Passler · Andreas Zingerle · 1:30:54,7 | Francia Christian Dumont Xavier Blond Hervé Flandin Thierry Gerbier 1:32:08,8 | RDA Frank Luck André Sehmisch Mark Kirchner Birk Anders 1:34:02,2                   |

### Femenino
| Evento                     | Oro                                                                                  | Plata                                                                            | Bronce                                                                               |
| -------------------------- | ------------------------------------------------------------------------------------ | -------------------------------------------------------------------------------- | ------------------------------------------------------------------------------------ |
| 7,5 km velocidad (10.03)   | Anne Elvebakk · Noruega · 27:12,8                                                    | Svetlana Davydova URSS 27:16,1                                                   | Elin Kristiansen · Noruega · 27:44,9                                                 |
| 15 km individual (20.02)   | Svetlana Davydova URSS 51:53,4                                                       | Yelena Golovina URSS 53:48,2                                                     | Petra Schaaf RFA 53:54,6                                                             |
| 7,5 km equipo (08.03)      | URSS Yelena Batsevich Yelena Golovina Svetlana Paramyguina Svetlana Davydova 56:30,3 | RFA Irene Schroll Daniela Hörburger Inga Kesper Petra Schaaf 1:01:18,3           | Bulgaria Nadezhda Alexieva Iva Shkodreva Mariya Manolova Tsvetana Krasteva 1:02:09,4 |
| Relevos 3 × 7,5 km (11.03) | URSS Yelena Batsevich Yelena Golovina Svetlana Davydova 1:33:14,1                    | Noruega · Grete Ingeborg Nykkelmo · Anne Elvebakk · Elin Kristiansen · 1:34:28,0 | Finlandia · Tuija Vuoksiala · Seija Hyytiäinen · Pirjo Mattila · 1:35:12,9           |

## Medallero
| Núm. | País           | Oro | Plata | Bronce | Total |
| ---- | -------------- | --- | ----- | ------ | ----- |
| 1    | URSS           | 4   | 3     | 2      | 9     |
| 2    | RDA            | 2   | 0     | 1      | 3     |
| 3    | Noruega        | 1   | 2     | 1      | 4     |
| 4    | Italia         | 1   | 0     | 0      | 1     |
| 5    | RFA            | 0   | 1     | 1      | 2     |
| 5    | Francia        | 0   | 1     | 1      | 2     |
| 7    | Checoslovaquia | 0   | 1     | 0      | 1     |
| 8    | Bulgaria       | 0   | 0     | 1      | 1     |
| 8    | Finlandia      | 0   | 0     | 1      | 1     |
|      | TOTAL          | 8   | 8     | 8      | 24    |